# Acanalonia depressa
Acanalonia depressa är en insektsart som beskrevs av Melichar 1901. Acanalonia depressa ingår i släktet Acanalonia och familjen Acanaloniidae. Inga underarter finns listade i Catalogue of Life.